# 肯氏柳葉箬
肯氏柳葉箬（学名：Isachne kunthiana）为禾本科柳葉箬屬下的一个种。

## 扩展阅读
- 維基物種上的相關：肯氏柳葉箬